# Ryjan

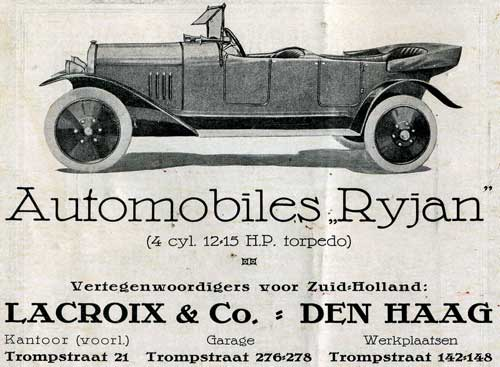
Anzeige des niederländischen Importeurs

Ryjan war eine französische Automarke.

## Unternehmensgeschichte
Das Unternehmen Grillet aus Chatou begann 1920 mit der Produktion von Automobilen. Der Markenname lautete Ryjan. 1925 erfolgte der Umzug nach Nanterre. 1926 endete die Produktion.

## Fahrzeuge
Im Angebot standen Mittelklassewagen. Zum Einsatz kam zunächst ein Vierzylinder-Einbaumotor von S.C.A.P. mit 1690 cm³ Hubraum. Ab 1924 kam ein Motor des gleichen Herstellers mit 1614 cm³ Hubraum zum Einsatz, der wahlweise mit seitlichen Ventilen oder mit OHV-Ventilsteuerung erhältlich war. Ab 1925 sorgte ein Motor von Altos mit 2000 cm³ Hubraum für den Antrieb. Zur Wahl standen viersitzige Tourenwagen und Limousinen.